# Östersten
Östersten är ett skär i Åland (Finland). Det ligger i Ålands hav och i kommunen Hammarland i landskapet Åland, i den sydvästra delen av landet. Ön ligger omkring 16 kilometer väster om Mariehamn och omkring 290 kilometer väster om Helsingfors.
Öns area är 1,2 hektar och dess största längd är 180 meter i nord-sydlig riktning. Närmaste större samhälle är Mariehamn, 15,3 km öster om Östersten.